# 霍莫列齊河

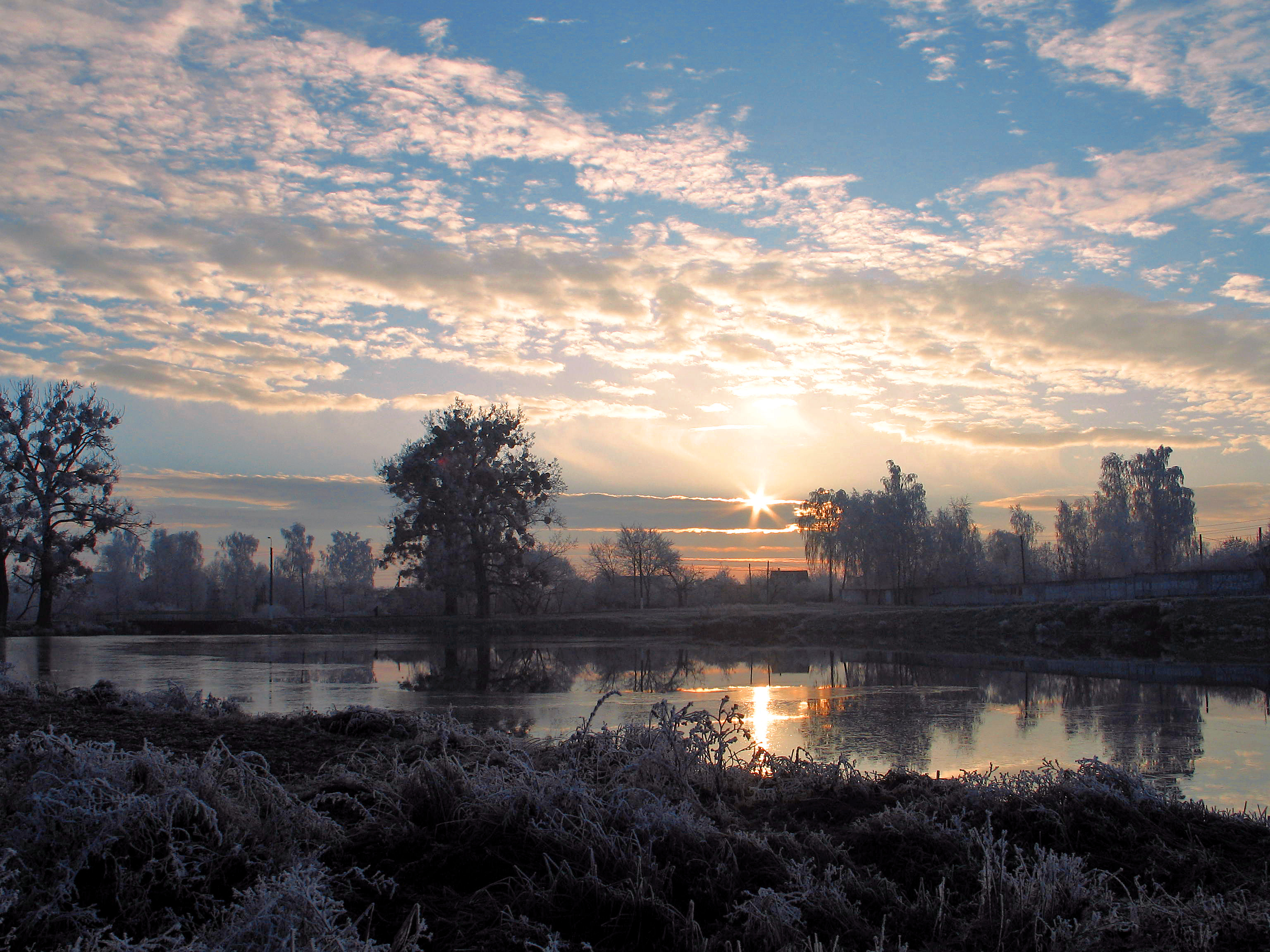

霍莫列齊河（烏克蘭語：Хоморець），是烏克蘭的河流，位於該國西部，流經赫梅利尼茨基州，屬於霍莫拉河的左支流，河道全長24公里，流域面積74.2平方公里。